# K3 (zespół muzyczny)
K3 – belgijsko-holenderski zespół muzyczny wykonujący muzykę rozrywkową, powstały w 1998 z inicjatywy Nielsa Williama.  Grupa składa się z trzech członkiń: Hanne Verbruggen, Marthe De Pillecyn i Julii Boschman która to od 27 listopada 2021 roku na podstawie zwycięstwa w talent show K2 zoekt K3 zastąpiła opuszczającą zespół wokalistkę Klaasje Meijer. Nazwa zespołu pochodzi od inicjałów trzech pierwszych członkiń zespołu, tj. Karen Damen, Kristel Verbeke i Kathleen Aerts. Cechą rozpoznawczą zespołu oprócz wpadających w szybko w ucho piosenek są jednolite stroje sceniczne wokalistek które to z kolei różnią się charakterami, zadaniami w zespole i kolorami włosów. W tym ostatnim przypadku zespół stanowią zawsze dziewczyny o włosach blond, brunatnych (czarnych) i rudych. 
Producentem zespołu jest belgijska firma Studio 100, a autorami piosenek – Miguel Wiels, Alain Vande Putte i Peter Gillis. Polskim odpowiednikiem zespołu jest trio My3.

## Historia zespołu
Zespół K3 został założony przez Nielsa Williama. Początkowo jego celem było stworzenie flamandzkiej wersji Spice Girls, a docelową publicznością tria były kobiety w wieku dwudziestu kilku lat. Zespół debiutował singlem "Wat ik wil".
W 1999 z piosenką "Heyah Mama" brały udział w belgijskich preselekcjach do Konkursu Piosenki Eurowizji. Piosenka została wydana jako singiel i stała się pierwszym hitem zespołu, docierając do pierwszego miejsca na flamandzkiej liście przebojów Ultratop 50, na której utrzymał się łącznie przez 25 tygodni.
W 2002 William sprzedał zespół flamandzkiej firmie Studio 100, zajmującej się produkcją telewizyjną dla holenderskich i belgijskich programów dla dzieci. Zagrały trzy dobre wróżki w Doornroosje (2002) oraz trzy świnki w De 3 biggetjes (2003, 2007).
W latach 2003–2013 zespół prowadził autorski program telewizyjny dla dzieci o nazwie De wereld van K3.
10 czerwca 2006 w Plopsaland odbyła się impreza z okazji 10-lecia Studia 100. Przy tej okazji członkowie zespołu otworzyli Muzeum K3. W 2007 londyński zespół Madame Tussauds stworzył woskowe rzeźby z podobiznami członkiń zespołu. Podobizny odsłonięto 4 czerwca 2007 w Amsterdamie.
10 maja 2008 zespół świętował 10-lecie działalności powstaniem nowej produkcji 10 jaar K3. Jubileusz był obchodzony w Plopsaland, popularnym belgijskim parku rozrywki dla dzieci.
23 marca 2009 Kathleen ogłosiła odejście z zespołu na konferencji prasowej. Niedługo później zorganizowano przesłuchania w celu znalezienia trzeciej wokalistki, co odbyło się poprzez program K2 zoekt K3, który wygrała Josje Huisman. W 2010 zespół nakręcił kolejne odcinki programu telewizyjnego, a także stworzył własny sitcom o nazwie Hello K3. Pierwszy sezon serialu wyemitowany w telewizji jesienią 2010, a promujący go singiel o tej samej nazwie został wydany 15 września na albumie, pt. Eyo!. 
W 2011 wróciły do gry w musicalu, angażując się w musical Alice in Wonderland. W 2012 wydały kolejny album, pt. Engeltjes, którego premierze towarzyszył czwarty film zespołu, K3 Bengeltjes. W 2013 zaprezentowały album, pt. Loko Le, a także film K3 Dirnehotel. W 2014 prowadziły nowy program telewizyjny K3 kan het!.
18 marca 2015 ogłoszono odejście dotychczasowych wokalistek z zespołu oraz rozpoczęcie przesłuchań mających wyłonić nowy skład grupy. 
Nabór rozegrano poprzez konkurs telewizyjny K3 zoekt K3, który w listopadzie 2015 wygrały: Marthe De Pillecyn, Hanne Verbuggen i Klaasje Meijer.
Później ujawniono również, że Verbeke będzie nowym menedżerem grupy. Na fali popularności zespołu stworzono w 2015 serial animowany K3. 
W pierwszej połowie 2021 roku Klaasje zrezygnowała ze stanowiska "blond" wokalistki w zespole K3 pozostając jednak w składzie do czasu wybrania jej następczyni przez jej koleżanki oraz widzów z Belgii i Holandii za pośrednictwem kolejnej edycji wspomnianego wcześniej programu typu talent show K2 zoekt K3. Program ten w dniu 27 listopada 2021 wygrała Julia Boschman i to ona została wybrana aby należała do członkiń zespołu K3 w miejscu jej poprzedniczki.
W październiku 2022 roku ogłoszono, że 22-letnia Diede van den Heuvel wchodzi tymczasowo w miejsce „rudej" wokalistki K3 Hanne Verbruggen z racji zaawansowanej pierwszej ciąży członkini zespołu. Hanne zaraz po ciąży wróciła do zespołu. Diede van den Heuvel podobnie jak Julia Boschman uczestniczyła w finale talent show K2 zoekt K3 z 2021 roku.

## Projekty w innych językach
W 2002 zespół K3 nagrał angielską, francuską i niemiecką wersję językową albumu, pt. Tele-Romeo.
Po sprzedaży grupy firmie Studio 100 założyciel zespołu, Niels William, przeniósł się do RPA, gdzie w 2002 założył własne studio muzyczne. W marcu 2007 wprowadził na rynek X4, czteroosobową grupę śpiewającą tłumaczenia piosenek K3 w języku afrykańskim i angielskim. Wydali jeden album, pt. Heyah Mama, który również zawierał singiel o tej samej nazwie. 
W maju 2007 firma Studio 100 uruchomiła niemiecką wersję zespołu, noszącą nazwę Wir 3, który wykonywał piosenki K3 w języku niemieckim. Przez pewien równolegle z wersją niemiecką czas istniała też wersja brytyjska formacja o nazwie UK3.
W październiku 2017 firma Tako Media (przy wsparciu Studia 100) uruchomiła na bazie koncepcji zespołu K3 polską wersję formacji pod nazwą My3, który został rozwiązany we wrześniu 2020 roku i na nowo reaktywowany (docelowo z nowym składem) w grudniu 2022 roku. Zespół prowadził program telewizyjny, nadawany w telewizji Polsat, sygnowany nazwą zespołu oraz wydał cztery albumy muzyczne z własnymi piosenkami i coverami znanych polskich przebojów.

## Członkowie
Obecni członkowie
- Marthe De Pillecyn - od 2015
- Hanne Verbruggen - od 2015
- Julia Boschman - od 2021

Dawni członkowie

- Kelly Cobbaut 1998 - 1999
- Kathleen Aerts 1999 - 2009
- Karen Damen 1998 - 2015
- Kristel Verbeke 1998 - 2015
- Josje Huisman 2009 - 2015
- Klaasje Meijer 2015 - 2021
- Diede van den Heuvel - od 2022 (w zastępstwie za Hanne Verbruggen będącej na urlopie związanym z jej ciążą)

## Dyskografia
| Album                 | Rok                | Osoby śpiewające         |
| brak albumu w 1998    | brak albumu w 1998 | brak albumu w 1998       |
| --------------------- | ------------------ | ------------------------ |
| Parels                | 1999               | Karen, Kristel, Kathleen |
| Alle kleuren          | 2000               | Karen, Kristel, Kathleen |
| Tele-Romeo            | 2001               | Karen, Kristel, Kathleen |
| Verliefd              | 2002               | Karen, Kristel, Kathleen |
| Oya lélé              | 2003               | Karen, Kristel, Kathleen |
| De wereld rond        | 2004               | Karen, Kristel, Kathleen |
| Kuma hé               | 2005               | Karen, Kristel, Kathleen |
| Ya Ya Yippee          | 2006               | Karen, Kristel, Kathleen |
| Kusjes                | 2007               | Karen, Kristel, Kathleen |
| brak albumu w 2008    |                    |                          |
| MaMaSé!               | 2009               | Karen, Kristel, Josje    |
| brak albumu w 2010    |                    |                          |
| Eyo!                  | 2011               | Karen, Kristel, Josje    |
| Engeltjes             | 2012               | Karen, Kristel, Josje    |
| Loko Le               | 2013               | Karen, Kristel, Josje    |
| brak albumu w 2014    |                    |                          |
| 10.000 Luchtballonnen | 2015               | Marthe, Hanne, Klaasje   |
| Ushuaia               | 2016               | Marthe, Hanne, Klaasje   |
| Love Cruise           | 2017               | Marthe, Hanne, Klaasje   |
| Roller Disco          | 2018               | Marthe, Hanne, Klaasje   |
| Dromen                | 2019               | Marthe, Hanne, Klaasje   |
| Dans van de Farao     | 2020               | Marthe, Hanne, Klaasje   |
| Waterval              | 2021               | Marthe, Hanne, Julia     |

## Filmografia
Członkowie K3 wystąpili również w kilku produkcjach filmowych i telewizyjnych. Zwykle przedstawiając fikcyjne wersje siebie, mające wszelkiego rodzaju przygody (niektóre magiczne, niektóre bardziej normalne).
W 2004 roku wydali swój pierwszy film aktorski: "K3 en het Magische Medaillon" (K3 i magiczny medalion). Film miał swoją premierę 29 września 2004 r. I otrzymał przychylne recenzje. W filmie holenderska gwiazda telewizyjna Paul de Leeuw zagrała, szalonego dżina.
W 2006 roku ukazał się drugi film aktorski "K3 en het IJsprinsesje" (K3 i mała lodowa księżniczka). W tym bajkowym filmie Carry Tefsen grał  czarownicę z ciasteczkowego domu, Peter Faber grał króla, a słynny belgijski komik Urbanus grał w czarodzieja. Ponad pół miliona osób w Belgii i Holandii poszło do kina na ten film.
Trzeci film aktorski "K3 en de Kattenprins" (K3 i Koci Książę) miał swoją premierę 20 grudnia 2007 r. I osiągnął status złotego (frekwencja ponad 150 000 osób) w ciągu dwóch tygodni.
12 grudnia 2012 r. Ukazał się czwarty aktorski film K3 "K3 Bengeltjes" w belgijskich i holenderskich kinach. To będzie pierwszy film bez Kathleen, poprzednika Josje. Film ten nawiązywał do serialu komediowych "Hallo K3!" (Halo K3!), i posiadał niektóre postacie z tej produkcji.
12 lutego 2014 r. Ukazał się piąty kinowy film K3 "K3 Dierenhotel" (Hotel dla zwierząt K3) w belgijskich i holenderskich kinach. Jest to drugi film z Josje Huisman, a także aktorami i postaciami z sitcomu.
9 grudnia 2017 roku w Belgii i Holandii pojawił się film kinowy "K3 Love Cruise" który jest pierwszym z obecnymi członkiniami zespołu.
Nagrania ich musicali i koncertów są również wydawane na DVD.
W grudniu 2020 roku pojawił się film Dans van de Farao.